# Palaelodidae
Palaelodidae es una familia de aves extintas en el grupo Phoenicopteriformes, el cual hoy está representado solo por los flamencos.
Pueden considerarse evolucionaria y ecológicamente intermedios entre los flamencos y los sormujos.
Tiene tres géneros reconocidos:
- Adelalopus,[3]
- Palaelodus
- Megapaloelodus